# John Milnor
John Willard Milnor (ur. 20 lutego 1931 w Orange, New Jersey) – amerykański matematyk.

## Życiorys
Kształcił się na Uniwersytecie w Princeton. W 1962 roku został uhonorowany Medalem Fieldsa na Międzynarodowym Kongresie Matematyków w Sztokholmie za dowiedzenie istnienia 7-wymiarowej sfery z kilkoma strukturami różniczkowymi.
W 1958 wygłosił wykład sekcyjny, w 1962 wykład plenarny (po otrzymaniu Medalu Fieldsa). a w 2014 ICM Abel Lecture na Międzynarodowym Kongresie Matematyków.